# Третья черемисская война
Третья череми́сская война — вооружённое выступление черемис (марийцев) во главе с феодалами бывшего Казанского ханства против Русского государства в 1581-1585 годах.
Цель — независимость от Русского государства путём уничтожения царской администрации на местах и захвата крепостей. Русское правительство стремилось подавить восстание и усилить контроль над черемисскими землями.
Вместе с марийцами в восстании участвовали и другие народы Поволжья: чуваши, мордва, татары.

## Ход войны
Восстание началось летом 1581 года, в условиях Ливонской войны, после нападения сибирских татар и приуральских племён на земли промышленников Строгановых, что послужило сигналом для восстания. Причиной стало недовольство увеличением ясака (дани), неизменного со времён Казанского ханства и усилением контроля со стороны русского правительства. Также причиной стало осложнение для России внешнеполитической ситуации: поражение в Ливонской войне 1558—1583 годов, усиление татарских набегов и острое противостояние с Ногайской Ордой и Сибирским ханством. О политических целях и предводителях восстания неизвестно. Желая прекратить волнения, ставившие под угрозу зимний поход на шведов, Иван Грозный принял черемисских послов и согласился удовлетворить их требования, но в это время осенью подняли восстание луговые марийцы. После этого восстание перекинулось на Горную сторону. К нему присоединились татары, удмурты, чуваши, башкиры. Повстанцы осадили Казань, Чебоксары, Свияжск, разорили окрестности Хлынова.
Зимой 1581—1582 годов восстание перекинулось на правый берег Волги. Небольшое войско князя Ивана Андреевича Ноготкова-Оболенского, отправленное из Чебоксар на его подавление, потерпело поражение.
Весной 1582 года судовая рать князя Фёдора Михайловича Лобанова-Ростовского отправилась на Козий остров ниже Чебоксар для действий против повстанцев. В октябре этого года Государь послал войско с князем Иваном Михайловичем Елецким и узнав, что восстание не утихает, велел идти из Мурома полководцам князьям И. М. Воротынскому и Д. И. Хворостинину. Крымский хан Мехмет-Гирей, вопреки мирной грамоте с Москвой, поддерживал отношения с черемисскими мятежниками и, используя момент, был готов пойти походом на Россию, и только благодаря предпринятым мерам хан не рискнул сделать набег.
Зимой 1582—1583 годов были также проведены походы рати Ивана Михайловича Воротынского на горную черемису. Знатных воевод князей Ивана Воротынского и Дмитрия Хворостинина, которые из-за «великих снегов» не смогли дойти до места назначения, царь приказал одеть в женское платье и заставить крутить жернова и молоть муку.
В 1583 году царю изменили казанские татары, убив воевод, архиепископа и прочих русских людей. Государь отправил полки против восставших, которые русских воевод разбили, и те принуждены были отступать. К весне 1583 года восстание на Горной стороне было подавлено, но на Луговой стороне оно продолжалось, в том числе марийские отряды появились на костромской земле. Весной 1583 года для стеснения мятежников князем Иваном Самсоновичем Турениным был построен Козмодемьянск. Сосредоточенное в нём войско летом совершило карательный поход против луговых марийцев.
Царские власти задействовали на усмирение восставших большие силы, которые удалось высвободить в результате окончания Ливонской войны. Зимой 1583/1584 годов новое войско было отправлено воевать Луговую сторону.
В январе 1584 года собрались новые войска, включавшие в себя 5 полков под общим командованием Ивана Мстиславского, остальными начальниками определили Фёдора Шереметева, Дмитрия Хворостинина, Михаила Салтыкова, Ефима Бутурлина, Меркурия Щербатова. Грамоты от государя были посланы окольничим и воеводам Ф. В. Шереметеву и князю Д. И. Хворостинину с товарищами.
С представителями мятежных племён в Москве велись переговоры самим царём Иваном Грозным, а после его смерти — боярином Борисом Годуновым.
В августе-сентябре 1584 года правительство Бориса Годунова послало на Луговую сторону ещё 3 полка, основавших Царёв Город (современная Йошкар-Ола) в «волости Тутаеве». После строительства в центре марийских земель военной крепости восстание пошло на спад. В 1584 году состоялся последний зимний поход. Восставшие явились в Москву с повинной. Их покорение было принято, а вины отпущены и выдано жалованье. Государь, во избежание повторной измены, послал своих воевод и «велел во всей Черемисской земле ставить города».
В первой половине 1585 года состоялся еще один поход царских войск, в ходе которого был основан Царевосанчурск. Летом 1585 года «добили челом государю царю и великому князю Фёдору Ивановичу всея Руси черемиса вековым миром». Борис Годунов заверил повстанцев, что царь, забывая старые преступления, готов помиловать виновных в случае искреннего раскаяния; они прислали старейшин в Москву и дали клятву в верности. То есть восстание было усмирено не только военной силой, но и грамотной дипломатией.
По новому мирному договору черемисам запрещалось заниматься кузнечным делом, селиться в городах и оставаться в них на ночлег. Они были выселены с берегов крупных рек, в том числе и с Вятки.
После этого Борис Годунов начал своё любимое дело — постройку городов — чем отличался во всё продолжение своей жизни, справедливо сознавая пользу этой меры для государства. Во время и после войны русские основали укреплённые пункты Цивильск (1589 г., на месте чувашского поселения), Уржум (1584 г., на месте марийского племенного городка), Малмыж (1584 г., на месте резиденции малмыжских князей), Козьмодемьянск (1583 г., на правом, горном берегу Волги), Царево-Кокшайск (1584 г., Царев-город на Кокшаге, ныне — Йошкар-Ола, столица Республики Марий Эл), Царево-Санчурск (1584 г.) и Яранск (1591 г., на месте марийского поселения) для защиты от набегов воинственных черемисов.

## Историки о восстании
Австрийский историк Андреас Каппелер, исследуя историю народов Поволжья, подчёркивал, что следует различать два основных направления московской политики. Репрессивный вариант имел целью заверить лояльность новых подданных, это было важнейшим. Мятежи последовательно подавлялись военной силой. Так было в 1571—1574 и 1581—1585 годах, когда восстали татары и черемисы. Одновременно Москва заложила систему крепостей для контроля над этими землями и предотвращения нападений извне. Поводом к этому стали постоянные набеги крымских татар и ногаев, а также османский военный поход на Астрахань 1569 г.
С. М. Соловьёв считал, что «крымский хан мог вредить Москве, только поджигая волнения между черемисами».
Н.И. Костомаров отмечал, что было нужно много труда, чтобы усмирить беспокойные племена. 
Б. Н. Флоря указывал, что нападению подвергались не только окрестности занятой русскими войсками Казани, но и уезда Мурома и Нижнего Новгорода.